# Prefectura de Miyagi
La prefectura de Miyagi (宮城県 Miyagi-ken?) está ubicada en la isla Honshu, Japón. La capital es Sendai.

## Historia
La prefectura de Miyagi fue parte de la provincia de Mutsu. Date Masamune construyó su castillo en la ciudad de Sendai con el fin de controlar la provincia. En 1871 se conformó la Prefectura de Sendai la cual un año después fue llamada con su actual nombre.

## Economía
Aunque Miyagi tiene una buena industria en las áreas de pesca y agricultura, produciendo grandes cantidades de arroz y ganado, la industria dominante es la manufacturera, la que se ha desarrollado en los alrededores de Sendai, particularmente electrónicas, de electrodomésticos y el procesamiento de alimentos.

## Terremoto y tsunami del 11 de marzo de 2011
Artículo principal: Terremoto y tsunami de Japón de 2011
Esta prefectura fue la más golpeada por el terremoto y tsunami que arrasó con Sendai, Kesennuma, Minamisanriku, Ishinomaki, Natori y otras ciudades más el 11 de marzo de 2011. De los 15.859 muertos durante la catástrofe, más de 5.700 fueron hallados en Miyagi. Además, tres plantas nucleares estuvieron en situación de emergencia, incluida la de Fukushima, en la Prefectura de Fukushima, cuyas averías y explosiones dejaron a 4 trabajadores heridos y más de 200.000 personas evacuadas.

## Geografía
La prefectura de Miyagi está ubicada en la zona central de la región de Tōhoku, frente al océano Pacífico, y donde está asentada la ciudad más grande de la región, Sendai. Existen altas montañas hacia el oeste y a lo largo de la costa nororiental, pero las planicies centrales que rodean Sendai son bastante extensas.
Matsushima es conocida como una de las vistas más conocidas de Japón, con una bahía repleta con 260 pequeñas islas cubiertas de bellos árboles. También se encuentra la península de Oshima, la cual se proyecta desde la costa norte de la prefectura.

### Ciudades
- Higashimatsushima
- Ishinomaki
- Iwanuma
- Kakuda
- Kesennuma
- Kurihara
- Natori
- Ōsaki
- Sendai (capital)
- Shiogama
- Shiroishi
- Tagajō
- Tome
- Tomiya

### Pueblos y villas
Estos son los pueblos y aldeas de cada distrito:
- Distrito de Igu
  - Marumori
- Distrito de Kami
  - Kami
  - Shikama
- Distrito de Katta
  - Shichikashuku
  - Zaō
- Distrito de Kurokawa
  - Ōhira
  - Ōsato
  - Taiwa
- Distrito de Miyagi
  - Matsushima
  - Rifu
  - Shichigahama
- Distrito de Motoyoshi
  - Minamisanriku
- Distrito de Oshika
  - Onagawa
- Distrito de Shibata
  - Kawasaki
  - Murata
  - Ōgawara
  - Shibata
- Distrito de Tōda
  - Misato
  - Wakuya
- Distrito de Watarai
  - Watari
  - Yamamoto

### Fusiones de ciudades
A través de 9 fusiones realizadas bajo el alero de la Revisión de la Ley de Promoción de Fusiones Municipales, la cual fue realizada para hacer más eficientes los gobiernos locales y disminuir la carga de los pequeños pueblos a lo largo del país, el número de municipalidades en la prefectura de Miyagi se disminuyó de 71 a 36.
- El 1 de abril de 2003, el pueblo de Kami fue formado de la fusión de 3 pueblos.
- El 1 de abril de 2005 se realizó el mayor número de fusiones. En primer lugar se creó el pueblo de Higashimatsushima de la fusión de 2 pueblos. Se creó la ciudad de Kurihara de la fusión de 9 pueblos y 1 villa. De la fusión de otros 9 pueblos se creó Tome. Finalmente, la ciudad de Ishinomaki se creó de la fusión de 5 pueblos.
- El 1 de octubre de 2005 se creó el pueblo de Shizugawa de la fusión de 2 pueblos.
- El 1 de enero de 2006 se creó el pueblo de Misato de la fusión de 2 pueblos.
- El 31 de marzo de 2006 se creó Kesennuma de la fusión de 2 pueblos.
- De la fusión de 7 pueblos se crea la ciudad de Ōsaki.

- Se hizo la fusión los dos pueblos del distrito de Watari para crear una nueva ciudad bajo el nombre de Watari.

## Deportes
Los siguientes son los equipos deportivos asentados en la prefectura:

### Fútbol
- Vegalta Sendai
- Sony Sendai F.C

### Béisbol
- Tohoku Rakuten Golden Eagles

### Baloncesto
- Sendai 89ERS

Asimismo el autódromo, de nombre circuito de Sugo, está situado en la Prefectura de Miyagi.

## Turismo
Sendai fue la ciudad-castillo del daimyo Date Masamune. Los restos del Castillo Sendai permanecen sobre una colina de la ciudad.
La prefectura de Miyagi ostenta uno de los cuadros más maravillosos de Japón. Matsushima, las islas cubiertas de pinos, salpican las aguas de la costa.
Las siguientes son otras atracciones de la zona:
| - Castillo Aoba - Ichibanchō - Termas de Akiu - Cabo de Iwai - Islote Kinkasan - Bahía de Matsushima | - Termas de Naruko - Costa de Rikuchu - Lago del cráter Okama - Jardín botánico Zao - Termas de Zao |

## En la cultura popular
- Gran parte del anime Haikyū!! se desarrolla en esta prefectura.